# PowerTürk TV
PowerTürk TV is een Turkse muziekzender die moderne Turkse popmuziek uitzendt. Het kanaal is eigendom van de Power Media Group die onder andere de Turkse radiostations Power FM en PowerTürk FM beheert.
Naast PowerTürk TV is er ook Power TV, waarop Engelstalige moderne popmuziek wordt uitgezonden, zoals op MTV. Op Power FM wordt eveneens Engelse muziek gedraaid, op PowerTürk FM Turkstalig.

## Ontvangst
PowerTürk TV wordt in Turkije in SD en in HD kwaliteit doorgegeven via de kabel bij provider Teledünya op kanaal 154 en 159. Via IPTV is PowerTürk TV in meerdere landen te bekijken, waaronder Nederland en Duitsland.